# Kevin Cramer
Kevin John Cramer (ur. 21 stycznia 1961 w Rolette – amerykański polityk, członek Partii Republikańskiej. Od 3 stycznia 2019 roku sprawuje urząd senatora Stanów Zjednoczonych z Dakoty Północnej.

## Kariera polityczna
Cramer w latach 1991–1993 był przewodniczącym Partii Republikańskiej w Dakocie Północnej. Czterokrotnie startował w wyborach do Izby Reprezentantów Stanów Zjednoczonych z okręgu obejmującego całą Dakotę Północną. W 1996 i 1998 roku Cramer przegrał z urzędującym kongresmenem z Partii Demokratycznej Earlem Pomeroyem. W 2010 roku w republikańskich prawyborach pokonał go Rick Berg. Dwa lata później Berg wystartował w wyborach do Senatu Stanów Zjednoczonych (w których przegrał z Heidi Heitkamp). Na jego miejsce wybrany został Cramer.
Cramer reprezentował Dakotę Północną w Izbie Reprezentantów przez 3 kadencje. Bez większych problemów uzyskał reelekcję w 2014 i 2016 roku.
W 2018 roku Cramer wystartował w wyborach do Senatu USA przeciwko Heitkamp. Choć Dakota Północna jest stanem konserwatywnym, w latach 1987-2011 reprezentowana była w Kongresie USA wyłącznie przez demokratów. Zmieniło się to w 2010 roku, gdy John Hoeven wygrał wybory do Senatu na miejsce dotychczas zajmowane przez Byrona Dorgana, a Berg pokonał Pomeroya w wyborach do Izby Reprezentantów. Wybrana w 2012 roku minimalną różnicą głosów Heitkamp była jedyną demokratką reprezentującą w Kongresie stan, w którym w wyborach prezydenckich w 2016 roku Donald Trump wygrał z przewagą ponad 30 punktów procentowych. Cramer - uważany za najsilniejszego możliwego kandydata republikanów - w lutym 2018 roku ogłosił, że zamierza wystartować przeciwko Heitkamp. W listopadzie 2018 roku Cramer pokonał Heitkamp stosunkiem głosów 55%-44% i objął urząd senatora 3 stycznia 2019 roku. Jest pierwszym republikaninem reprezentującym Dakotę Północną w 1. klasie od 1960 roku.

## Życie prywatne i poglądy
Cramer jest żonaty, ma pięcioro dzieci. Jeden z jego synów zmarł w 2018 roku. Uczęszcza do zielonoświątkowego Kościoła Nowej Pieśni, powiązanego z Międzynarodowym Kościołem Poczwórnej Ewangelii. W 2013 roku Cramer powiązał wzrost masowych strzelanin z legalizacją aborcji i spadkiem wartości religijnych.